# Regina Margherita (metropolitana di Napoli)
Regina Margherita sarà una stazione delle linee 1 e 11 della metropolitana di Napoli.

## Storia
È la seconda delle quattro stazioni progettate da Antonio Nanu, la cui costruzione è stata affidata ad EAV, che permetteranno la chiusura dell'anello della linea 1, gestita da ANM, e la prosecuzione della linea 11 verso il centro di Napoli ripercorrendo il tracciato della vecchia Alifana bassa (sulla quale era infatti presente la stazione di Regina Margherita); le altre tre sono, in ordine di successione, Miano, Secondigliano e Di Vittorio.
Originariamente, l'attestazione della linea era prevista alla stazione Tribunale, in cui sono presenti due binari per la linea 1 ed un terzo binario adibito a capolinea e tronchino di manovra per effettuare il cambio di verso di percorrenza in direzione Aversa. Tuttavia, le due aziende di trasporto pubblico, la regione Campania ed il comune stanno progettando di far circolare tutti i treni a disposizione, ventiquattro CAF Inneo ordinati da ANM e dieci da EAV, sulla totalità della linea, facendo loro percorrere in parte un tracciato anulare e in parte un tracciato "a 6 rovesciato", includendo così anche la parte alta della linea in direzione di Aversa.
I lavori iniziarono nel 2001 con lo scavo del tunnel di collegamento tra le stazioni di Miano e Secondigliano. Essendo lungo appena 500 metri, è stato completato con molta celerità. Tra il 2009 e il 2010 il comune acquisì i terreni per la costruzione della stazione e iniziarono i preparativi per gli scavi.
Questi però non fecero in tempo ad iniziare che il 2 luglio 2010 i cantieri dell'intera tratta tra Piscinola-Scampia e Di Vittorio vennero bloccati dalla giunta Caldoro, divenuto presidente di regione appena tre mesi prima, il 17 aprile. Solo dopo quasi 7 anni, il 22 aprile 2017, la giunta De Luca e l'EAV riuscirono a risolvere i contenziosi e a sbloccare i cantieri, che qui ripartirono nel 2018 con gli scavi del tunnel di collegamento con la stazione di Miano e del pozzo di stazione. Il completamento dei lavori, inizialmente previsto entro il 2021 fu poi ritardato a causa della pandemia di COVID-19.
All'ottobre 2023, risultano completate le opere civili, mentre sono in corso di installazione gli impianti e le finiture.

## Strutture e impianti
Verranno anche creati una grande piazza superficiale volta a riqualificare la zona circostante, un sentiero alberato nell'area ad est della stazione e la nuova strada che collegherà i quartieri dell'area nord ricalcando il vecchio tracciato dell'ex Alifana bassa, collegando l'asse perimetrale di Melito e via Vecchia Miano, proseguendo come percorso ciclopedonale verso viale Maddalena per poi scavalcare la Calata Capodichino tramite un ponte che andrà a sostituire quello dell'ex Alifana, abbattuto nel 2019 a causa delle condizioni di degrado in cui versava.

## Interscambi
- Fermata autobus
- Parcheggio di scambio